# Okręg Gösgen
Gösgen (niem. Bezirk Gösgen) – okręg w Szwajcarii, w kantonie Solura, w jednostce administracyjnej (Amtei) Olten-Gösgen. Siedziba okręgu znajduje się w miejscowości Niedergösgen.  
Okręg składa się z dziesięciu gmin (Gemeinde) o powierzchni 68,67 km² i o liczbie mieszkańców 25 439.

## Gminy
1. Erlinsbach
2. Hauenstein-Ifenthal
3. Kienberg
4. Lostorf
5. Niedergösgen
6. Obergösgen
7. Stüsslingen
8. Trimbach
9. Winznau
10. Wisen

## Zmiany administracyjne
- 1 stycznia 2006
  - utworzenie gminy Erlinsbach z gmin Niedererlinsbach z gminą Obererlinsbach
- 1 stycznia 2021
  - przyłączenie gminy Rohr do gminy Stüsslingen